# Ениколопов, Григорий Николаевич
Григорий Николаевич Ениколопов (1952, Ереван, Армянская ССР) — крупный российский и американский учёный-нейробиолог, кандидат биологических наук, профессор Университета Стони-Брук (США), основатель Лаборатории стволовых клеток мозга МФТИ, руководитель группы в Лаборатории Колд Спринг Харбор (США). Его исследования развития мозга привели к ряду открытий.

## Биография
Отец — академик Академии наук СССР Николай Сергеевич Ениколопов, брат Сергей Николаевич Ениколопов.
В 1974 году Ениколопов окончил биологический факультета МГУ. С этого же года работал в Институте Молекулярной Биологии АН СССР под руководством Г.П. Георгиева. В 1978 году получил степень кандидата биологических наук.
В 1989 году Ениколопова пригласил лауреат Нобелевской премии по физиологии и медицине Джеймс Уотсон на работу в Лабораторию Колд Спринг Харбор (США). 
Благодаря исследованиям Ениколопова был сделан ряд открытий. Совместно с Натальей Пеуновой, Ениколопов в 1995 году продемонстрировал важную роль монооксида азота (NO), влияющего на процесс появления нейронов из клеток-предшественников. 
Под руководством Ениколопова в 2011 году состоялось открытие Лаборатории стволовых клеток мозга в МФТИ. 
Учёный вносит большой вклад в работу по исследованию стволовых клеток и появлению новых нейронов.
Сфера научных интересов:
- биология оксида азота (NO);
- нейробиология, поведение, механизмы действия психотропных препаратов;
- стволовые клетки, механизмы клеточной дифференцировки;
- передача клеточных сигналов[4].

### Научные достижения
- открытие нового механизма регуляции стволовых клеток мозга;
- разработка методов детекции и анализа стволовых клеток мозга и других органов и тканей, получение репортерных линий животных для анализа стволовых клеток;
- открытие взаимодействия между сигналами кальция и NO;
- oткрытие роли моноокиси азота (NO) в развитии, органогенезе, и клеточной дифференцировке;
- разработка неинвазивных методов детекции нейрогенеза в мозге человека и животных;
- установление нейрогенных мишеней различных антидепрессантных терапий и повреждений нервной системы.

Автор более 120 научных работ и 6 патентов США.